# Fußball-Club Bayern München 1985-1986
Questa voce raccoglie le informazioni riguardanti il Fußball-Club Bayern München nelle competizioni ufficiali della stagione 1985-1986.

## Stagione
In questa stagione il Bayern conquista il nono titolo tedesco negli ultimi minuti: i bavaresi pareggiano alla penultima giornata la sfida con il Werder Brema che guida la classifica, e rimangono così a due punti di distanza. Decisiva è l'ultima giornata, nella quale i Rossi vincono 6-0 contro il Borussia Mönchengladbach, mentre gli avversari sono sconfitti 2-1 dallo Stoccarda: le due squadre arrivano così a pari punti, ma il titolo va al Bayern che vanta una miglior differenza reti. La vittoria finale arriva anche nella Coppa di Germania, dopo aver battuto per 5-2 lo Stoccarda nella finale. In campo internazionale, invece, i tedeschi partecipano alla Coppa dei Campioni, dove arrivano fino ai quarti di finale; decisivo è l'incontro con l'Anderlecht, che ribalta la sconfitta per 2-1 subita in Germania Ovest vincendo 2-0 il ritorno casalingo.

## Maglie e sponsor
| Casa | Trasferta |  |

## Rosa
| N. |                     | Ruolo | Calciatore          |
| -- | ------------------- | ----- | ------------------- |
|    | Germania (bandiera) | P     | Raimond Aumann      |
|    | Belgio (bandiera)   | P     | Jean-Marie Pfaff    |
|    | Germania (bandiera) | D     | Klaus Augenthaler   |
|    | Germania (bandiera) | D     | Bertram Beierlorzer |
|    | Germania (bandiera) | D     | Norbert Eder        |
|    | Germania (bandiera) | D     | Hans Pflügler       |
|    | Germania (bandiera) | D     | Holger Willmer      |
|    | Germania (bandiera) | D     | Helmut Winklhofer   |
|    | Germania (bandiera) | C     | Wolfgang Dremmler   |
|    | Germania (bandiera) | C     | Hans-Dieter Flick   |
|    | Germania (bandiera) | C     | Wolfgang Grobe      |

| N. |                      | Ruolo | Calciatore         |
| -- | -------------------- | ----- | ------------------ |
|    | Danimarca (bandiera) | C     | Søren Lerby        |
|    | Germania (bandiera)  | C     | Lothar Matthäus    |
|    | Germania (bandiera)  | C     | Norbert Nachtweih  |
|    | Germania (bandiera)  | C     | Manfred Schwabl    |
|    | Turchia (bandiera)   | C     | Uğur Tütüneker     |
|    | Germania (bandiera)  | A     | Frank Hartmann     |
|    | Germania (bandiera)  | A     | Dieter Hoeneß      |
|    | Germania (bandiera)  | A     | Ludwig Kögl        |
|    | Germania (bandiera)  | A     | Reinhold Mathy     |
|    | Germania (bandiera)  | A     | Michael Rummenigge |
|    | Germania (bandiera)  | A     | Roland Wohlfarth   |

## Organigramma societario
Area direttiva
- Presidente:  Fritz Scherer

Area tecnica
- Allenatore: Udo Lattek
- Allenatore in seconda: Egon Coordes
- Preparatore dei portieri:
- Preparatori atletici:

## Calciomercato

### Sessione estiva
| Acquisti | Acquisti            | Acquisti         | Acquisti |
| R.       | Nome                | da               | Modalità |
| -------- | ------------------- | ---------------- | -------- |
| C        | Hans-Dieter Flick   | Sandhausen       |          |
| A        | Frank Hartmann      | Hannover 96      |          |
| C        | Christiaan Pförtner | Bayern Monaco II |          |
| D        | Helmut Winklhofer   | Bayer Leverkusen |          |

| Cessioni | Cessioni             | Cessioni           | Cessioni |
| R.       | Nome                 | a                  | Modalità |
| -------- | -------------------- | ------------------ | -------- |
| C        | Christiaan Pförtner  | Bayreuth           |          |
| A        | Karl Del'Haye        | Fortuna Düsseldorf |          |
| A        | Hans-Werner Grünwald | Monaco 1860        |          |
| D        | Bernd Martin         | Ulma               |          |

### Sessione invernale
| Acquisti | Acquisti | Acquisti | Acquisti |
| R.       | Nome     | da       | Modalità |
| -------- | -------- | -------- | -------- |

| Cessioni | Cessioni | Cessioni | Cessioni |
| R.       | Nome     | a        | Modalità |
| -------- | -------- | -------- | -------- |

## Risultati

### Bundesliga

#### Girone di andata
| Arbitro: | Werner |

|                       |           |  |
| Winklhofer 34’ (aut.) | Marcatori |  |

| Arbitro: | Neuner |

|                                                  |           |                |
| Rummenigge 33’ Hoeneß 77’ Matthäus 84’ Mathy 88’ | Marcatori | 7’ (aut.) Eder |

| Arbitro: | Dellwing |

|  |           |                |
|  | Marcatori | 53’ Rummenigge |

| Arbitro: | Uhlig |

|                                                                             |           |  |
| Nachtweih 17’ Augenthaler 49’ Hartmann 52’ Pflügler 57’, 67’ Winklhofer 61’ | Marcatori |  |

| Arbitro: | Ahlenfelder |

|                 |           |                     |
| Hönnscheidt 47’ | Marcatori | 76’ (rig.) Matthäus |

| Arbitro: | Assenmacher |

|                                  |           |  |
| Matthäus 69’ (rig.) Hartmann 87’ | Marcatori |  |

| Arbitro: | Barnick |

|            |           |                |
| Dickel 76’ | Marcatori | 2’ Augenthaler |

| Arbitro: | Jupe |

|                          |           |            |
| Lerby 24’ Rummenigge 55’ | Marcatori | 20’ Reuter |

| Arbitro: | Roth |

|                                               |           |  |
| Keim 32’ Holmqvist 53’ Demandt 62’ Dusend 87’ | Marcatori |  |

| Arbitro: | Tritschler |

|                                  |           |           |
| Rummenigge 67’ Hartmann 72’, 89’ | Marcatori | 1’ Remark |

| Arbitro: | Hontheim |

|                     |           |  |
| Kuntz 10’, 60’, 90’ | Marcatori |  |

| Arbitro: | Broska |

|                              |           |  |
| Wohlfarth 15’, 82’ Lerby 63’ | Marcatori |  |

| Arbitro: | Assenmacher |

|  |           |                         |
|  | Marcatori | 49’ Winklhofer 82’ Eder |

| Arbitro: | Bruch |

|  |           |              |
|  | Marcatori | 18’ Bittcher |

| Arbitro: | Uhlig |

|         |           |                      |
| Cha 46’ | Marcatori | 9’ Matthäus 82’ Eder |

| Arbitro: | Theobald |

|                               |           |            |
| Nachtweih 11’ Hoeneß 64’, 66’ | Marcatori | 42’ Schaaf |

| Arbitro: | Wiesel |

|                                    |           |                                     |
| Criens 8’, 25’ Rahn 58’ Dreßen 78’ | Marcatori | 71’ (rig.) Rummenigge 76’ Nachtweih |

#### Girone di ritorno
| Arbitro: | Dellwing |

|                                                        |           |             |
| Hoeneß 22’, 80’ Lerby 26’ Augenthaler 30’ Pflügler 42’ | Marcatori | 41’ Schäfer |

| Stoccarda 14 dicembre 1985, ore 15:30 CET 19ª giornata | Stoccarda   | 0 – 0 referto | Bayern Monaco | Neckarstadion (36 000 spett.)\| Arbitro: \| Ahlenfelder \| |
| Arbitro:                                               | Ahlenfelder |               |               |                                                            |

| Arbitro: | Hontheim |

|                           |           |                     |
| Hoeneß 43’, 70’ Lerby 48’ | Marcatori | 29’ Täuber 89’ Thon |

| Arbitro: | Gabor |

|  |           |                                                           |
|  | Marcatori | 27’ Rummenigge 53’, 84’ Hoeneß 61’ Matthäus 73’ Wohlfarth |

| Arbitro: | Wahmann |

|                                                                          |           |               |
| Pflügler 33’ Hoeneß 48’ Wohlfarth 51’ Rummenigge 63’ Matthäus 78’ (rig.) | Marcatori | 10’ Muntubila |

| Amburgo 15 febbraio 1986, ore 15:30 CET 23ª giornata | Amburgo | 0 – 0 referto | Bayern Monaco | Volksparkstadion (43 200 spett.)\| Arbitro: \| Pauly \| |
| Arbitro:                                             | Pauly   |               |               |                                                         |

| Arbitro: | Föckler |

|                                              |           |              |
| Matthäus 5’ (rig.), 77’ (rig.) Wohlfarth 25’ | Marcatori | 64’ Lehnhoff |

| Arbitro: | Kautschor |

|  |           |                |
|  | Marcatori | 62’ Rummenigge |

| Arbitro: | Röthlisberger |

|                        |           |                          |
| Pflügler 63’ Lerby 83’ | Marcatori | 37’, 49’ Dusend 45’ Fach |

| Arbitro: | Horeis |

|  |           |                                            |
|  | Marcatori | 7’, 15’ Hoeneß 13’ Nachtweih 34’ Wohlfarth |

| Arbitro: | Roth |

|                                                                                        |           |             |
| Rummenigge 11’ Lerby 35’ Willmer 54’ Matthäus 66’ (rig.) Wohlfarth 67’ Augenthaler 82’ | Marcatori | 72’ Wielert |

| Arbitro: | Heitmann |

|                              |           |                          |
| Falkenmayer 12’ Svensson 35’ | Marcatori | 60’ Hoeneß 78’ Wohlfarth |

| Arbitro: | Uhlig |

|                                                         |           |  |
| Lerby 15’, 34’ Willmer 22’ Wohlfarth 37’ Rummenigge 57’ | Marcatori |  |

| Arbitro: | Umbach |

|  |           |                                 |
|  | Marcatori | 34’ Pflügler 71’, 76’ Wohlfarth |

| Monaco di Baviera 19 aprile 1986, ore 15:30 CEST 32ª giornata | Bayern Monaco | 0 – 0 referto | Bayer Leverkusen | Stadio Olimpico (20 000 spett.)\| Arbitro: \| Dellwing \| |
| Arbitro:                                                      | Dellwing      |               |                  |                                                           |

| Brema 22 aprile 1986, ore 20:00 CEST 33ª giornata | Werder Brema | 0 – 0 referto | Bayern Monaco | Weserstadion (40 800 spett.)\| Arbitro: \| Roth \| |
| Arbitro:                                          | Roth         |               |               |                                                    |

| Arbitro: | Wiesel |

|                                                          |           |  |
| Matthäus 1’ Hoeneß 25’, 58’ Wohlfarth 48’, 80’ Mathy 64’ | Marcatori |  |

### Coppa di Germania
| Arbitro: | Matheis |

|                 |           |                                                    |
| Bartenstein 63’ | Marcatori | 19’ Rummenigge 67’ Augenthaler 71’ (rig.) Matthäus |

| Arbitro: | Pauly |

|          |           |                                           |
| Seel 85’ | Marcatori | 25’ Rummenigge 29’ Nachtweih 54’ Pflügler |

| Arbitro: | Osmers |

|             |           |                       |
| Leifeld 62’ | Marcatori | 34’ (rig.) Rummenigge |

| Arbitro: | Neuner |

|                         |           |  |
| Wohlfarth 15’ Lerby 38’ | Marcatori |  |

| Arbitro: | Roth |

|  |           |                                            |
|  | Marcatori | 41’ Matthäus 74’ Augenthaler 78’ Wohlfarth |

| Arbitro: | Assenmacher |

|  |           |                           |
|  | Marcatori | 20’ Rummenigge 27’ Hoeneß |

| Arbitro: | Pauly |

|                                             |           |                            |
| Wohlfarth 34’, 40’, 77’ Rummenigge 65’, 72’ | Marcatori | 75’ Buchwald 85’ Klinsmann |

### Coppa dei Campioni
| Arbitro: | Biguet |

|            |           |                          |
| Pałasz 32’ | Marcatori | 20’ Wohlfarth 82’ Hoeneß |

| Arbitro: | King |

|                                                     |           |          |
| Winklhofer 26’ Hartmann 55’ Pflügler 73’ Hoeneß 85’ | Marcatori | 7’ Majka |

| Arbitro: | Daina |

|                                    |           |                                   |
| Mathy 11’, 22’, 57’ Rummenigge 13’ | Marcatori | 9’ Steinkogler 77’ (rig.) Polster |

| Arbitro: | Casarin |

|                                    |           |                                            |
| Drabits 3’ Polster 71’, 88’ (rig.) | Marcatori | 37’ Wohlfarth 80’ Nachtweih 82’ Rummenigge |

| Arbitro: | Hackett |

|                          |           |              |
| Hoeneß 14’ Wohlfarth 32’ | Marcatori | 72’ Andersen |

| Arbitro: | Martínez |

|                       |           |  |
| Scifo 39’ Frimann 45’ | Marcatori |  |

## Statistiche

### Statistiche di squadra
| Competizione       | Punti | In casa | In casa | In casa | In casa | In casa | In casa | In trasferta | In trasferta | In trasferta | In trasferta | In trasferta | In trasferta | Totale | Totale | Totale | Totale | Totale | Totale | DR  |
| Competizione       | Punti | G       | V       | N       | P       | Gf      | Gs      | G            | V            | N            | P            | Gf           | Gs           | G      | V      | N      | P      | Gf     | Gs     | DR  |
| ------------------ | ----- | ------- | ------- | ------- | ------- | ------- | ------- | ------------ | ------------ | ------------ | ------------ | ------------ | ------------ | ------ | ------ | ------ | ------ | ------ | ------ | --- |
| Bundesliga         | 49    | 17      | 14      | 1       | 2       | 58      | 14      | 17           | 7            | 6            | 4            | 24           | 17           | 34     | 21     | 7      | 6      | 82     | 31     | +51 |
| Coppa di Germania  | -     | 2       | 2       | 0       | 0       | 7       | 2       | 5            | 4            | 1            | 0            | 12           | 3            | 7      | 6      | 1      | 0      | 19     | 5      | +14 |
| Coppa dei Campioni | -     | 3       | 3       | 0       | 0       | 10      | 4       | 3            | 1            | 1            | 1            | 5            | 6            | 6      | 4      | 1      | 1      | 15     | 10     | +5  |
| Totale             | 49    | 22      | 19      | 1       | 2       | 75      | 20      | 25           | 12           | 8            | 5            | 41           | 26           | 47     | 31     | 9      | 7      | 116    | 46     | +70 |

### Andamento in campionato
| Giornata  | 1  | 2 | 3 | 4 | 5 | 6 | 7 | 8 | 9 | 10 | 11 | 12 | 13 | 14 | 15 | 16 | 17 | 18 | 19 | 20 | 21 | 22 | 23 | 24 | 25 | 26 | 27 | 28 | 29 | 30 | 31 | 32 | 33 | 34 |
| --------- | -- | - | - | - | - | - | - | - | - | -- | -- | -- | -- | -- | -- | -- | -- | -- | -- | -- | -- | -- | -- | -- | -- | -- | -- | -- | -- | -- | -- | -- | -- | -- |
| Luogo     | T  | C | T | C | T | C | T | C | T | C  | T  | C  | T  | C  | T  | C  | T  | C  | T  | C  | T  | C  | T  | C  | T  | C  | T  | C  | T  | C  | T  | C  | T  | C  |
| Risultato | P  | V | V | V | N | V | N | V | P | V  | P  | V  | V  | P  | V  | V  | P  | V  | N  | V  | V  | V  | N  | V  | V  | P  | V  | V  | N  | V  | V  | N  | N  | V  |
| Posizione | 14 | 6 | 4 | 3 | 2 | 2 | 2 | 2 | 3 | 3  | 4  | 3  | 3  | 3  | 3  | 2  | 3  | 2  | 2  | 2  | 2  | 2  | 3  | 3  | 2  | 2  | 2  | 2  | 2  | 2  | 2  | 2  | 2  | 1  |

Legenda:

Luogo: C = Casa; T = Trasferta. Risultato: V = Vittoria; N = Pareggio; P = Sconfitta.

### Statistiche dei giocatori
| Giocatore      | Bundesliga | Bundesliga | Bundesliga  | Bundesliga | Coppa di Germania | Coppa di Germania | Coppa di Germania | Coppa di Germania | Coppa dei Campioni | Coppa dei Campioni | Coppa dei Campioni | Coppa dei Campioni | Totale   | Totale | Totale      | Totale     |
| Giocatore      | Presenze   | Reti       | Ammonizioni | Espulsioni | Presenze          | Reti              | Ammonizioni       | Espulsioni        | Presenze           | Reti               | Ammonizioni        | Espulsioni         | Presenze | Reti   | Ammonizioni | Espulsioni |
| -------------- | ---------- | ---------- | ----------- | ---------- | ----------------- | ----------------- | ----------------- | ----------------- | ------------------ | ------------------ | ------------------ | ------------------ | -------- | ------ | ----------- | ---------- |
| K. Augenthaler | 31         | 4          | 5           | 0          | 6                 | 2                 | 0                 | 0                 | 6                  | 0                  | 2                  | 0                  | 43       | 6      | 7           | 0          |
| R. Aumann      | 11         | 0          | 0           | 0          | 2                 | 0                 | 0                 | 0                 | 1                  | 0                  | 0                  | 0                  | 14       | 0      | 0           | 0          |
| B. Beierlorzer | 12         | 0          | 2           | 0          | 3                 | 0                 | 0                 | 0                 | 4                  | 0                  | 2                  | 0                  | 19       | 0      | 4           | 0          |
| W. Dremmler    | 4          | 0          | 1           | 0          | 2                 | 0                 | 0                 | 0                 | 1                  | 0                  | 0                  | 0                  | 7        | 0      | 1           | 0          |
| N. Eder        | 34         | 2          | 2           | 0          | 7                 | 0                 | 0                 | 0                 | 5                  | 0                  | 0                  | 0                  | 46       | 2      | 2           | 0          |
| H. Flick       | 6          | 0          | 1           | 0          | 1                 | 0                 | 1                 | 0                 | 0                  | 0                  | 0                  | 0                  | 7        | 0      | 2           | 0          |
| W. Grobe       | 0          | 0          | 0           | 0          | 0                 | 0                 | 0                 | 0                 | 0                  | 0                  | 0                  | 0                  | 0        | 0      | 0           | 0          |
| F. Hartmann    | 19         | 4          | 1           | 0          | 4                 | 0                 | 0                 | 0                 | 5                  | 1                  | 0                  | 0                  | 28       | 5      | 1           | 0          |
| D. Hoeneß      | 31         | 15         | 2           | 0          | 3                 | 1                 | 0                 | 0                 | 5                  | 3                  | 1                  | 0                  | 39       | 19     | 3           | 0          |
| L. Kögl        | 22         | 0          | 1           | 0          | 4                 | 0                 | 0                 | 0                 | 3                  | 0                  | 0                  | 0                  | 29       | 0      | 1           | 0          |
| S. Lerby       | 31         | 8          | 8           | 0          | 7                 | 1                 | 0                 | 0                 | 6                  | 0                  | 1                  | 0                  | 44       | 9      | 9           | 0          |
| R. Mathy       | 19         | 2          | 0           | 0          | 3                 | 0                 | 0                 | 0                 | 1                  | 3                  | 0                  | 0                  | 23       | 5      | 0           | 0          |
| L. Matthäus    | 23         | 10         | 1           | 1          | 6                 | 2                 | 1                 | 0                 | 3                  | 0                  | 0                  | 0                  | 32       | 12     | 2           | 1          |
| N. Nachtweih   | 27         | 4          | 6           | 0          | 6                 | 1                 | 0                 | 0                 | 5                  | 1                  | 0                  | 0                  | 38       | 6      | 6           | 0          |
| J. Pfaff       | 24         | 0          | 1           | 0          | 5                 | 0                 | 1                 | 0                 | 5                  | 0                  | 1                  | 0                  | 34       | 0      | 3           | 0          |
| H. Pflügler    | 34         | 6          | 1           | 0          | 7                 | 1                 | 0                 | 0                 | 6                  | 1                  | 1                  | 0                  | 47       | 8      | 2           | 0          |
| M. Rummenigge  | 31         | 10         | 4           | 0          | 5                 | 6                 | 0                 | 0                 | 6                  | 2                  | 0                  | 0                  | 42       | 18     | 4           | 0          |
| M. Schwabl     | 7          | 0          | 0           | 0          | 0                 | 0                 | 0                 | 0                 | 1                  | 0                  | 0                  | 0                  | 8        | 0      | 0           | 0          |
| U. Tütüneker   | 0          | 0          | 0           | 0          | 0                 | 0                 | 0                 | 0                 | 0                  | 0                  | 0                  | 0                  | 0        | 0      | 0           | 0          |
| H. Willmer     | 20         | 2          | 2           | 0          | 6                 | 0                 | 1                 | 0                 | 4                  | 0                  | 0                  | 0                  | 30       | 2      | 3           | 0          |
| H. Winklhofer  | 13         | 2          | 3           | 0          | 2                 | 0                 | 0                 | 0                 | 4                  | 1                  | 0                  | 0                  | 19       | 3      | 3           | 0          |
| R. Wohlfarth   | 25         | 13         | 1           | 0          | 7                 | 5                 | 1                 | 0                 | 4                  | 3                  | 0                  | 0                  | 36       | 21     | 2           | 0          |